# Saison cyclonique 1997 dans l'océan Atlantique nord
La saison cyclonique 1997 dans l'océan Atlantique nord débute officiellement le 1er juin 1997 et se finit le 30 novembre 1997. Ces dates conventionnelles délimitent la période durant laquelle il est le plus probable qu'un cyclone tropical se forme. 
Durant cette saison, la tempête subtropicale Une, qui se forma le 1er juin, préféra la convention. La saison se finira cependant précocement. Grace se dissipa le 17 octobre. En effet, le régime des vents caractéristiques d’El Niño, avec un important cisaillement du vent vertical, ne s’est établi que durant le mois de septembre. La fin précoce de la saison se trouve donc expliquée. 

La saison fut particulièrement peu active. Ainsi, seuls 3 ouragans se formèrent, et le total de l’ACE (voir ci-dessous "Classification selon l'énergie des systèmes") est extrêmement faible. Une telle situation ne s’était plus vue depuis la saison cyclonique 1994 dans l'océan Atlantique nord. La cause fut un événement El Niño qui se développa à partir du printemps 1997. Ainsi une forte diminution du nombre d’ouragans capverdiens est perçue. Seulement trois cyclones sont issus d’onde tropicale. 

De plus, l’oscillation atlantique multidécennale, après un brutal passage en phase positive en 1995, s’est un peu affaibli en 1996 et 1997, amenant des anomalies positives certes présentes, mais peu marquées.

## Bilan

### Description de la saison
L'activité cyclonique durant le premier mois de juin ne fut pas importante, mais a eu le mérite d'exister. La tempête subtropicale Une, qui ouvre la saison le 1er juin, puis Ana, le dernier jour du mois, seront les deux cyclones de ce mois. Le mois de juillet, cependant, fut particulièrement actif. Pourtant, aucun des 3 cyclones tropicaux nommés ne prendra de l'ampleur. Ils ont en effet tous une origine non tropicale, ce qui donne généralement naissance à des cyclones plus faibles. Bill sera le premier ouragan de la saison. Il sera suivi par Claudette quelques jours plus tard. Le cyclone le plus notable fut sans doute Danny. Il est le seul à avoir touché terre. Il sera donc le principal responsable des dommages et morts de cette saison. La dépression tropicale Cinq, sera le premier cyclone issue d’une onde tropicale, mais échouera à s'intensifier.
Durant le mois d’août, aucune activité cyclonique ne fut relevée, ce qui constitue un sans précédent depuis 36 ans. 
La disparition de l’activité entre le 16 juillet et le 5 septembre reste incertaine. Il s’agit d’une faible organisation des ondes tropicales qui explique l’absence d’activité ; ce qui corrobore le fait que ce n’est pas tant leur nombre, mais leur structure qui importe. Mais la raison de cet affaiblissement des ondes n’est pas certaine. Il ne semblerait pas qu’El Niño soit en cause. Durant septembre, un seul cyclone se forma, qui devient le seul ouragan majeur : Erika. Erika est la deuxième à être issu d'une onde tropicale. Une telle inactivité sur les deux des trois principaux mois d'une saison cyclonique est inédite. Un seul cyclone nommé sur ces deux mois ne s'était plus vu depuis la saison cyclonique 1929 dans l'océan Atlantique nord ; en supposant que les relevés de l'époque soient complets, ce qui reste une gageure.
Fabian est le dernier cyclone issu d'une onde tropicale. Mais cela le condamne alors à être rapidement dissipé. 
Grace sera le dernier cyclone tropical, et aura une longévité encore plus courte que son prédécesseur.

### Noms des tempêtes 1997
La liste des noms utilisée pour nommer les tempêtes et les ouragans pour 1999 était exactement la même que celle de 1991, à l’exception de Bill qui remplace Bob À la suite des conséquences peu importantes des cyclones tropicaux de cette saison, aucun nom n’a été retiré. La liste sera donc de nouveau utilisée en l’état en 2003. Le nom Bill a été utilisé pour la première fois lors de cette année 1997. Ceux en gris n'ont pas été utilisés.
| - Ana - Bill - Claudette - Danny - Erika - Fabian - Grace | - Henri - Isabel - Juan - Kate - Larry - Mindy - Nicholas | - Odette - Peter - Rose - Sam - Teresa - Victor - Wanda |

### Classification selon l'énergie des systèmes
| ACE (104kt2)       | ACE (104kt2) | ACE (104kt2) | ACE (104kt2) | ACE (104kt2) | ACE (104kt2) |
| ------------------ | ------------ | ------------ | ------------ | ------------ | ------------ |
| 1                  | 26.64        | Erika        | 5            | 1.34         | Fabian       |
| 2                  | 5.98         | Danny        | 6            | 1.33         | Ana          |
| 3                  | 2.33         | Bill         | 7            | .895         | Grace        |
| 4                  | 1.57         | Claudette    | 8            | .000         | Une          |
| Total= 40.085 (40) |              |              |              |              |              |

Le tableau de droite montre l'énergie des systèmes de 1997 selon l'algorithme Accumulated Cyclone Energy (ou ACE) du National Weather Service qui est en gros une mesure l'énergie dégagée instantanément multipliée par sa durée de vie.

Un seul ouragan a dépassé les 20x104 kt2, et qui est le principal contributeur à plus de 65 % du total, ce qui montre clairement une saison peu active. 

## Cyclones tropicaux

### Tempête subtropicale Une
Une faible dépression s'accompagnant d'une activité convective est présente à partir du 31 mai au-dessus de la Floride. Elle devient une dépression subtropicale le 1er juin, puis, quelques heures plus tard une tempête subtropicale. La tempête longe alors la côte Est des États-Unis. Malgré des conditions qui ne sont pas très favorables, la tempête subtropicale est un système bien organisé, avec une circulation cyclonique fermée définissant clairement le centre. Elle atteint son intensité maximale le jour-même, au large de la Caroline du Nord.
Le 2 juin, elle devient extratropicale au Sud-est du Massachusetts. Elle sera absorbée par un front froid un peu plus tard. Durant son existence, la tempête fut considérée comme un cyclone extratropical, puisque les prévisionnistes estimaient que le système était lié à un front. Les analyses ont montré qu'au contraire il ne s'agissait pas d'un système frontal, et elle a donc était classifiée a posteriori comme étant un cyclone subtropical

### Tempête tropicale Ana
Une dépression frontale forme la dépression tropicale Une le 30 juin au large de la Caroline du Sud. Son déplacement, vers l'Est, est lent. Le 1er juin, elle devint la tempête tropicale Ana. Un creux barométrique à l'Est, l'entraîne vers le Nord-Est. Revenant sur des eaux plus froides, Ana s'affaiblit, puis devient extratropicale le 4 juin. Ses restes se dissiperont peu de temps après. Ana n'a touché aucune terre, et aucun dommage ne lui est donc associé. 

### Ouragan Bill
Pour les articles homonymes, voir Cyclone tropical Bill.
Un large dépression d'altitude, détachée d'un creux barométrique, s'étend au Nord-Est de Porto Rico. La convection se développe. Le 11 juillet, au large des Bahamas, la dépression tropicale Deux est définie. Malgré une pression élevée de 1013 hPa, l'environnement est anticyclonique, et permet le renforcement en tempête tropicale Bill. Emmené par les vents d'Ouest, Bill se déplace rapidement vers le Nord-Est. Le lendemain, il devient un faible ouragan, mais la fraîcheur des eaux de l'Atlantique l'affaiblit aussitôt. Il sera absorbé par un front le lendemain. 

### Tempête tropicale Claudette
Le système frontal, qui a absorbé Bill, développe une dépression frontale au large de la Caroline du Sud. Acquérant progressivement des caractéristiques tropicales, la circulation cyclonique se ferme, donnant naissance à la dépression tropicale Trois, à 570 kilomètres au Sud-Sud-Est de cap Hatteras, le 13 juillet. Dans la soirée, elle devient la tempête tropicale Claudette. Elle rencontre cependant un environnement hostile, marqué par un fort cisaillement du vent. Elle sera extratropicale le 16 juillet. 

### Ouragan Danny
Une intense activité orageuse d'origine non tropicale, s'organise en dépression tropicale, la Quatrième, le 16 juillet. Le 17, son intensification lui permet de devenir la tempête tropicale Danny. Il se creuse jusqu'à devenir un ouragan le 18 juillet. Mais il traverse le jour même la Paroisse Plaquemine. Le caractère déchiqueté de la côte louisianaise permet cependant à Danny de rester principalement au-dessus de l'eau, il peut gagner ainsi un peu de puissance. Il touche une seconde fois terre à Fort Morgan. Il traverse alors les États-Unis sans perdre son statut de dépression tropicale. Il retrouve l'Atlantique le 24 juillet, à la frontière entre la Caroline du Nord et la Virginie. Danny redevient alors rapidement une tempête tropicale. Le 26, il s'arrêta face à l'île Nantucket, puis devient extratropical et est repris dans la circulation d'Ouest. Il sera absorbé par un front le 27 juillet.
Danny sera le seul cyclone tropical à toucher terre. Il n'aura pas pour autant de conséquences graves. 4 morts sont dénombrés, et les dommages sont évalués à 100 millions de dollars.

### Dépression tropicale Cinq
Le 11 juillet, une onde tropicale rejoint l'Atlantique. Elle montre bientôt des signes d'organisation, et peut être considérée comme étant devenue la dépression tropicale Cinq le 17 juillet à 880 kilomètres à l'Est de la Barbade. Il est possible que dans la soirée, elle soit devenue une tempête tropicale minimaliste. Aucune observation directe n'a cependant pu le confirmer. Mais elle s'affaiblit dès le lendemain. La circulation cyclonique résiste jusqu'au 19 au matin, puis la dépression est déclassée en onde tropicale. Elle perdra son identité le 23 juillet au-dessus du golfe du Mexique.

### Ouragan Erika
Une onde tropicale rejoint l'Atlantique le 31 août. Le 3 septembre, elle forme la dépression tropicale Six. S'intensifiant progressivement, elle est la tempête tropicale Erika dans la soirée. Malgré des conditions défavorables, Erika devient un ouragan tout en continuant à avancer vers l'Ouest-Nord-Ouest. Erika passe au Nord des Petites Antilles, puis tourne au Nord, en réponse à la mise en place d'un creux barométrique sur l'Ouest de l'Atlantique. Elle peut alors s'intensifier jusqu'à devenir le seul ouragan majeur de la saison, proche même de la catégorie 4. Puis la fraicheur de l'océan et le cisaillement du vent ont raison d'Erika. Elle deviendra extratropicale le 15 septembre, après être passée au large des Açores.
Bien qu'elle n'ait jamais touché terre, Erika amènera des conditions parfois difficiles au-dessus des Antilles. Puerto Rico sera l'île la plus affectée. Les vagues emporteront deux personnes. Les dommages sont évalués au total à environ 10 millions de dollars. 

### Tempête tropicale Fabian
Une onde tropicale quitte l'Afrique le 22 septembre. Le puissant cisaillement du vent d'Ouest interdit tout développement du système. Le 4 octobre, elle peut finalement s'organiser et devient la dépression tropicale Sept. Il faut attendre le lendemain pour qu'elle puisse être considérée comme la tempête tropicale Fabian. Fabian se déplace vers le Nord Est, puis effectue sa transition extratropicale le 08, sans s'être jamais réellement creusée. 

### Tempête tropicale Grace
Une dépression extratropicale, au nord d'Hispaniola, prend suffisamment de caractéristiques tropicales pour que le 16, elle soit classée tempête tropicale Grace. Elle survivra 30 heures, avant de redevenir extratropicale.